# Rottingdean
Rottingdean is een civil parish in het bestuurlijke gebied Brighton and Hove, in het Engelse graafschap East Sussex, met 3229 inwoners.